# Sejling
Sejling er en by i Midtjylland med 526 indbyggere  (2024), beliggende 1 km nordøst for Skægkær, 11 km sydøst for Kjellerup og 6 km nordvest for Silkeborg. Byen hører til Silkeborg Kommune og ligger i Region Midtjylland.
Sejling hører til Sejling Sogn, og Sejling Kirke ligger i byen.

## Faciliteter
Sejling Forsamlingshus har to sale til hhv. 100 og 30 personer samt service til 100 personer. Byens gadekær ligger ved siden af huset.

## Historie
I 1901 blev Sejling beskrevet således: "Sejling med Kirke, Præstegd., Skole, Forsamlingshus (opf. 1881), Sparekasse (opr. 12/2 1872; 31/3 1899 var...Antal af Konti 436), Mølle og Telefonst.;" Målebordsbladene viser også en smedje.

### Silkeborg Brandmuseum
I 2009 startede Silkeborg Brandmuseum i Sejling, hvor det fik husly i Designa Køkkens fabrik indtil den skulle rives ned. Da museet senere flyttede til Kjellerupbanens tidligere remise i Kjellerup, fik det navnet Jysk Brandmuseum.

## Kendte personer
- Helge Bojsen-Møller (1874-1946), arkitekt
- Evald Krog (1944-2020), grundlægger af Muskelsvindfonden